# Amphinemura guangdongensis
Amphinemura guangdongensis är en bäcksländeart som beskrevs av Yang, D., W. Li och Fang Zhu 2004. Amphinemura guangdongensis ingår i släktet Amphinemura och familjen kryssbäcksländor. Inga underarter finns listade i Catalogue of Life.